# 达克布·伊希楚勒图木达尔吉嘉木苏
达克布·伊希楚勒图木达尔吉嘉木苏（1829年—1850年）蒙古族，阿拉善旗额尔客哈什格巴嘎人，第四世达克布活佛。

## 生平
1829年阴历六月六日，生于阿拉善额尔客哈什格巴嘎的策策格图淖尔的一个牧民家庭。父亲名巴达荣贵，母亲名木合来。经在雍和宫举行金瓶掣签，确认其为第三世达克布活佛的转世灵童后，于1834年受戒并坐床。13岁时，赴西藏学经。
1850年阴历十一月六日圆寂，享年21岁。